# Therese Comodini Cachia
Therese Comodini Cachia (ur. 23 lutego 1973 w Attard) – maltańska prawniczka i polityk, posłanka do Parlamentu Europejskiego VIII kadencji, deputowana do Izby Reprezentantów.

## Życiorys
Z wykształcenia prawniczka, absolwentka Uniwersytetu Maltańskiego, na którym również odbyła studia doktoranckie. Podjęła praktykę zawodową w ramach własnej kancelarii prawnej. Została nauczycielem akademickim na macierzystej uczelni, a także gościnnie na Europejskim Uniwersytecie Viadrina. Objęła funkcję doradcy prawnego maltańskiej konfederacji organizacji kobiecych i przewodniczącej organizacji zajmującej się upowszechnianiem praw człowieka.
W wyborach w 2014 z ramienia Partii Narodowej uzyskała mandat eurodeputowanej.
W 2017 została natomiast wybrana do Izby Reprezentantów, decydując się ostatecznie na objęcie tego mandatu.